# Ernst Angel
Ernst Angel (später Ernest Angel; * 11. August 1894 in Wien, Österreich-Ungarn; † 10. Januar 1986 auf dem Flughafen von Newark, New Jersey) war ein österreichisch-amerikanischer Dichter und Schriftsteller, Theater- und Filmkritiker, Drehbuchautor, Filmregisseur, Verleger und Psychoanalytiker.

## Familie
Ernst Angel war das zweite Kind des jüdischen Wiener Papierfabrikanten Siegfried Angel (1858 Triesch/Mähren – 1941 Kielce) und dessen Ehefrau Helene (Ilona) Angel geborene Traub (1867 Szeged/Ungarn – 1941 Kielce). Angel hatte eine ältere Schwester, die Schauspielerin Dora Angel (1889 Wien – 1984 Berlin); sie war in erster Ehe mit dem Wiener Schriftsteller Otto Soyka, in zweiter Ehe mit dem Berliner Schriftsteller Heinrich Eduard Jacob verheiratet.

## Leben

### Kindheit, Jugend, Krieg
Ernst Angel wuchs in einem großbürgerlichen und liberalen Zuhause auf. Ostern 1900 wurde er eingeschult, 1905 wechselte er an das k.k. akademische Gymnasium in Wien. Es folgten das Franz-Joseph Real-Gymnasium und das k.k. Staatsgymnasium, ebenfalls in Wien. Die Reifeprüfung erlangte er 1914 am k.k. Gymnasium in Brünn. Bereits als Gymnasiast widmete sich Angel der Lyrik. Unmittelbar nach der Kriegserklärung Österreich-Ungarns an Serbien, am 28. Juli 1914, meldete er sich als Kriegsfreiwilliger. 1918 wurde er als Oberleutnant der Reserve, ausgezeichnet mit dem Tapferkeitsorden Signum Laudis und dem Karl-Truppenkreuz, aus dem Kriegsdienst entlassen.

### Zwischen den Kriegen
Nach dem Krieg schloss sich Angel in Wien den republikanisch Gesinnten, die "rote Herrschaft der Straße" genannt, an. Es zog ihn in die Nähe des Sozialistenführers Viktor Adler, der den Kampf für das Proletariat, für die Demokratie, für den Sozialismus propagierte. Noch ganz von den Erfahrungen des Krieges und dem demütigenden Friedensdiktat von Saint-Germain-en-Laye, dem Vertrag von Saint-Germain, geprägt, veröffentlichte Angel in der Zeitschrift Der Friede seinen leidenschaftlichen Essay „Letzte Rede“, der deutlich Friedrich Nietzsches Also sprach Zarathustra anklingen ließ, um damit eine Bewusstseinsrevolution der ihm selbst entfremdeten Menschen wachzurufen.
Zum geistigen Vater erkor sich Angel nach dem Ersten Weltkrieg Gustav Landauer, dessen Roman Der Todesprediger ebenfalls unter dem Eindruck der Zarathustra-Lektüre entstanden war. Neben der Revolution nahm sich Angel die Zeit, um von 1918 bis 1920 an der Wiener Universität Philosophie zu studieren und Beiträge in Zeitschriften wie Die Aktion, Das junge Deutschland, Die Neue Schaubühne oder Der Friede zu veröffentlichen. Lange hielt es ihn nicht mehr in Wien. Die Revolution war gescheitert und wie viele österreichische Schriftsteller ging er nach Berlin, wo er als Regieassistent an Max Reinhardts Deutschem Theater tätig wurde. Zudem schrieb er dramaturgische und kritische Beiträge für die Blätter des Deutschen Theaters. 1920 erschien schließlich Angels Sturz nach oben, eine Sammlung von insgesamt einunddreißig spätexpressionistischen Einzelgedichten sowie den beiden Zyklen Werbung und Epilog, entstanden zwischen 1912 und 1919. Den Titel Sturz nach oben „kupferte“ übrigens in späteren Jahren Frank Thiess für eines seiner Werke ab. Ab 1920 verdingte sich Ernst Angel kurz als Lektor im Berliner Erich Reiss Verlag, ab Mitte 1922 trat er in die Dienste des in Potsdam ansässigen Gustav Kiepenheuer Verlags; hier war er für die Werbung zuständig. 1924 wurde er für ein gutes Jahr Werbeleiter des Berliner Ullstein Verlags, zugleich aber auch Herausgeber des 1. Bandes der Reihe Das Drehbuch. Eine Sammlung ausgewählter Filmmanuskripte bei Kiepenheuer.
Im Wiener Café Central lernte Ernst Angel Anfang der 1920er Jahre die im Baltikum geborene Russin Dussia Efrika kennen und lieben. Sie wurde seine erste Ehefrau. Am 24. August 1923 kam die gemeinsame Tochter Brigitte zur Welt. Ein wirkliches Zusammenleben fand in dieser Ehe aber nicht statt. Während sich Angel hauptsächlich in Berlin aufhielt, lebte seine Frau in Wien. Die Ehe wurde 1925 geschieden.
Da Angel sein Augenmerk intensiv auf den Film und dessen Erscheinungsformen richtete, lag es nahe, dass er sich auch mit Thomas Alva Edison befasste. Er schrieb noch zu Edisons Lebzeiten die erste Biografie in deutscher Sprache über den großen Erfinder. Mit den Erfahrungen, die er während seiner Verlagstätigkeiten sammeln konnte, gründete er am 1. Mai 1925 den Ernst Angel Verlag in Berlin. Er verlegte hauptsächlich Werke des englischen Autors Herbert N. Cassons, aber auch die eigene Edison-Biografie.
Am 22. Februar 1927 heiratete Angel seine zweite Ehefrau, die Literaturwissenschaftlerin und Historikerin Johanna (Hanne) Lehmann. Ab 1928 widmete sich Angel der Filmbranche und produzierte zunächst den abendfüllenden Film Emden III fährt um die Welt, den er mit Unterstützung der Marineleitung des Reichswehrministeriums als Regisseur drehte. Der Film lief sehr erfolgreich in ganz Deutschland. 1929 gründete er gemeinsam mit seinem Freund Georg Michael Höllering (1898–1980) die "Erdeka Film-GmbH" in Berlin. Angel drehte weitere Filme als Produzent und Regisseur wie z. B. Jagd auf Dich (Uraufführung 1930 in Berlin). Ebenfalls 1930 drehte er für das berühmte Zürcher Sanatorium von Maximilian Bircher-Benner den Film Freude am Körper. 1931 stieg Angel bei der "Erdeka" aus.
Ende 1932 verließ Ernst Angel Berlin in Richtung Wien, wo er den alten Plan einer Vortragsreihe über Das Geheimnis des Tonfilms wieder aufnahm und diesbezüglich einen Demonstrationsfilm drehte. Danach schrieb, inszenierte und produzierte er 1934 sehr frei nach Heinrich von Kleist in den Wiener „Selenophon-Ateliers“ seinen Film Der zerbrochne Krug. Angel machte aus Kleists dörflichem Holland ein dörfliches Österreich. Dieser Film wurde als einziger deutschsprachiger Beitrag zum "Internationalen Tonfilmwettbewerb der Wiener Filmfestwochen" im Juni/Juli 1934 zugelassen und mit dem 3. Preis, der "Bronzenen Kamera", ausgezeichnet. Der Film wurde mit englischen Untertiteln auch in England und Holland gezeigt. Zwischen 1934 und 1935 leitete Angel die Filmrubrik der Wiener Halbmonatszeitschrift „Die Zeit. Blätter für Erkenntnis und Tat“, herausgegeben von Max Ermers (1881–1950). Am 20. Mai 1936 wurde auf Initiative Angels mit der Gründung der Gesellschaft der Filmfreunde Österreichs (gdfö) begonnen. Gründungsmitglieder wurde u. a. Karl Bühler, Max Fellner, Arnold Hauser, Ernst Krenek, Fritz Lahr, Viktor Matejka, alles honorige Wiener Persönlichkeiten. Unter Angels Leitung eröffnete die gdfö im Februar 1937 mit zwei ausverkauften Vorstellungen. Nach dem Anschluss Österreichs an das Deutsche Reich bekam die gdfö umgehend einen Nationalsozialisten an die Spitze und wurde einschließlich ihres Betriebskapitals von den Nazis übernommen.

### Anschluss, Emigration
Weshalb Ernst Angel damals nicht versuchte, in ein sicheres Exilland zu gelangen, lässt sich derzeit nicht sicher nachvollziehen. Er pendelte sogar bis 1938 zwischen Wien und Berlin, wo seine Frau Hanna lebte. Im Zusammenhang mit den Novemberpogromen wurde Angel in Berlin festgenommen und umgehend in das Konzentrationslager Sachsenhausen überführt. Er verbrachte rund fünf Wochen im KZ; am 15. Dezember 1938 wurde er entlassen. Diese Zeit veränderte das gesamte weitere Leben Angels radikal. Am 31. März 1939 konnte er Berlin in Richtung England verlassen. Hier kümmerte sich sein alter und bester Jugendfreund Hans Flesch-Brunningen, späterer Ehemann der Schriftstellerin Hilde Spiel, um ihn. Anfang 1940 gelangte Angel schließlich nach New York.

### Zweite Karriere in den USA
Zusammen mit seinem Schwager Heinrich Eduard Jacob u. a. begründete Angel 1941 das Komitee Friends of the European Writers und Artists in America. Der erste Vortragsabend dieser Runde fand am 18. Februar 1941 in New York unter dem Motto „Between Two Worlds“ statt. Jules Romains und Ivan Goll vertraten an diesem Abend Frankreich, W. H. Auden und Ann Dunnagan England, Raoul Auernheimer und Berthold Viertel Österreich sowie Carl Zuckmayer und Heinrich Eduard Jacob Deutschland. Wie fast alle Emigranten, so hatte auch Angel bitter um das Überleben in den USA zu kämpfen. Seine Bemühungen, wieder als Filmschaffender tätig zu werden, zerschlugen sich und so verdingte er sich zunächst als Hilfsarbeiter in Lagerhäusern oder als Kellner. Ab 1947 wandte er sich der Psychologie zu, einem Fachgebiet, dem er schon immer nahestand. Er assoziierte sich den Psychologen um Rollo May (1909–1994), einen bekannten Psychotherapeuten und Philosophen. Angel schrieb sich an der New Yorker School for Social Research als Student der Psychologie ein und erlangte 1954 den Master of Arts. Seinen Lebensunterhalt bestritt er während dieser Zeit wiederum durch diverse Hilfstätigkeiten. Ab dem 20. Mai 1954 hatte er eine Anstellung als Psychologe am Institute for Motivational Research in New York. Bereits ab 1951 ließ sich Angel zusätzlich in Psychoanalyse ausbilden und wurde 1963 vom Psychoanalytical Training Institute der National Psychological Association for Psychoanalysis (NPAP) diplomiert. 1965 wurde er Mitglied der NPAP, später sogar deren Vizepräsident. Ebenfalls 1965 schloss Angel – mit einundsiebzig Jahren – seine gründlichen Studien an der New Yorker Universität mit der Promotion (Ph.D.) ab. Mit Rollo May und Henri F. Ellenberger gab Angel 1958 eine anspruchsvolle Sammlung von Texten zur Phänomenologie und Existenzanalyse unter dem Titel Existence heraus, die sich zum Bestseller mit vielen Auflagen entwickelte. Von 1973 bis 1975 stand er als Präsident dem Council of Psychoanalytic Psychotherapists vor. In den letzten Jahren seines Lebens war Angel Präsident der Union of Concerned Psychoanalysts and Psychotherapists (UCPP). Bis unmittelbar vor seinem Tod benutzte Angel jedes Forum, um auf die Psychologie der Atombedrohung und den damit einhergehenden Rüstungswahn hinzuweisen.

### Spätzeit
Anlässlich des 90. Geburtstags von Ernst Angel, am 11. August 1984, schrieb die Neue Zürcher Zeitung (Nr. 184, S. 32), dass es für Angel "ein weiter Weg von Wien nach New York, vom Expressionismus zur Psychoanalyse" war. Am 10. Januar 1986 wollte Ernst Angel vom Airport Newark aus zu seiner dritten Ehefrau Evelyn G. Angel, geborene Epstein, nach La Jolla, in Kalifornien, fliegen. Im Flughafengebäude starb Ernst Angel mit einundneunzig Jahren an einem Herzanfall.

## Werke
- Sturz nach oben. Gedichte. Wien: Verlag Eduard Strache, 1920. Nachdruck: Nendeln: Kraus Reprint, 1973.
- Edison. Sein Leben und Erfinden. Berlin: Ernst Angel Verlag, 1926. Wiederauflage unter dem gleichen Titel; Berlin: Wegweiser Verlag, 1931.
- Cultural Distance. A Study of Measures and Modes of the Distance Felt by Groups of American Intellectual Professions in Relation to Contemporary American Culture and Its Practiced ’Values’. New York University, 1965 (Dissertation).

Weitere Gedichte von Ernst Angel sind enthalten in:
- Die Pforte. Eine Anthologie Wiener Lyrik. Heidelberg: Saturn Verlag Hermann Meister, 1913.
- Alfred Richard Meyer (Hg.): Der neue Frauenlob. Anthologie. Berlin-Wilmersdorf: Verlag A.R. Meyer, 1919. Darin 1 Gedicht ("Edith Hilge") von Angel.
- Emil Alphons Rheinhardt (Hg.): Die Botschaft. Neue Gedichte aus Österreich. Wien: Verlag Eduard Strache, 1920. Darin 6 Gedichte ("In memoriam Gustav Landauer", "Wiedersehen I-II", "Einer, der eine Kugel im Kopf trägt", "Furor mysticus nocturnus", "Offiziersmesse", "Aus 'Werbung'") von Angel.

## Herausgeberschaft
- Carl Meyer: Sylvester. Ein Lichtspiel. Hrsg. und mit einer Einleitung versehen von Ernst Angel. Band 1 der Reihe Das Drehbuch. Potsdam: Gustav Kiepenheuer Verlag, 1924.
- Rollo May, Ernest Angel & Henry F. Ellenberger (Hg.): Existence: A New Dimension in Psychiatry and Psychology. New York: Basic Book, 1958. Neuauflage 1994 bei Jason Aronson Publishers, Lanham, MD (USA); ISBN 1-56821-271-2.

## Übersetzungen
- Herbert N. Casson: Geldverdienen und Glücklichsein! Aus dem Englischen von Ernst Angel und Walter J. Briggs. Berlin: Ernst Angel Verlag, 1926.
- Herbert N. Casson: Die Gestaltung des Schaufensters: Zwölf Winke. Aus dem Englischen von Ernst Angel und Walter J. Briggs. Berlin: Ernst Angel Verlag, 1928.
- Herbert N. Casson: Der Mann an der Spitze. Aus dem Englischen von Ernst Angel und Frida Witkowsky. Stuttgart: Schuler Verlag, 1952.

## Filme
- Zeitbericht – Zeitgesicht (Deutschland: 1928, Kurz-Dokumentarfilm). Neben Ernst Angel führte Albrecht Viktor Blum (1888–1959) Regie. Gesamtlänge: 283 m, Produzent: Willi Münzenberg (1889–1940), Produktionsfirma: Volksverband für Filmkunst e. V., Berlin.
- Emden III fährt um die Welt. Ein „Seetörn“ in einem Vorspiel und sieben Etappen (Deutschland: 1928/1929, Dokumentarfilm). Gesamtlänge: 2472 m, Produktionsfirma: Eiko-Film AG, Berlin.
- Jagd auf Dich. Filmdarsteller aus dem Kinopublikum (Deutschland: 1930). Kamera: Eugen Schüfftan (1886–1977), Darsteller: Hans Schweikart (1895–1975). Produktionsfirma: Erdeka-Film GmbH, Berlin.
- Freude am Körper (1930).
- Der zerbrochene Krug (Österreich: 1934).

## Nachlass
- Eine „Sammlung Ernst Angel“ befindet sich in der Handschriftensammlung der Stadt- und Landesbibliothek Wien: Die Sammlung umfasst Werke, Briefe, Lebensdokumente und Sammelstücke, darunter einige Erzählungen und Berichte mit Vortragscharakter aus der Zeit bei der UCPP von Ernst Angel und das vollständige Drehbuch zur Filmkomödie „Blitzlicht“. Aus dem Zeitraum von 1905 bis 1939/40 sind Briefe von Ernst Angel vorhanden, die unter anderem seine schwierige Situation in der Emigration dokumentieren. Unter den Briefen an Angel befinden sich Korrespondenzstücke des Schriftstellers Otto Soyka, die ein drastisches Bild über die Zeit 1939 in Wien zeichnen, und vereinzelt von weiteren Familienmitgliedern und Freunden. Der Erfolg des Kurzfilms „Der zerbrochene Krug“ spiegelt sich in einer kleinen Sammlung von Kritiken. Angels Engagement für die Gesellschaft der Filmfreunde Österreichs ist mit Einladungskarten und Ankündigungen für Filmvorführungen dokumentiert. Erweitert wird die Sammlung durch Fotografien, die Ernst Angel von der Schauspielerin Alma Sergin aufgenommen hat.
- Die umfangreiche Korrespondenz zwischen Ernst Angel und seiner Schwester Dora bzw. seinem Schwager Heinrich Eduard Jacob befindet sich in der Handschriftenabteilung, Deutsches Literaturarchiv, in Marbach am Neckar.
- Inhaberin der Urheberrechte Ernst Angels ist dessen Tochter, Mrs. Bridget Bogard, 535 East 14th Street, New York, NY 10009.